# Избирательные районы Болгарии
Избирательный район (болг. Избирателният район) — территориальная единица, которая применяется при организации и проведении выборов в Республике Болгария. Территория Болгарии разделена на 31 избирательный район при наличии 28 областей в стране. Каждый избирательный район соответствует предварительно определённому числу мест в Народном собрании Болгарии; число мест зависит от населения в каждом районе. С 1991 года на всех выборах действует пропорциональная избирательная система, за исключением выборов 2009 года, когда была применена смешанная система с простым большинством и пропорциональной системой.

## Многомандатные избирательные районы
Избирательные районы во время выборов депутатов в парламент Болгарии называются многомандатными избирательными районами (сокращённо — МИР), выборы проводятся там по пропорциональной избирательной системе. На территории каждой области в Болгарии создаётся свой МИР, кроме Пловдивской области и области София (2 и 3 МИРа). Общее количество мандатов распределяется между избирательными районами. Многомандатные избирательные районы используются для организации и других видов выборов в Болгарии.
На выборах в Европарламент от Болгарии, при выборах Президента и Вице-президента Республики Болгаария избирательные районы имеют только организационные функции, итоговый результат зависит от подсчёта голосов по всей стране. На местных выборах организуются местные избирательные округа, совпадающие с территориями муниципалитета.

## Список районов
Почти все избирательные районы соответствуют 28 областям Болгарии, за исключением двух самых населённых. Пловдивская область разделена на 16-й (Пловдив) и 17-й избирательные районы (область), а Софийская область включает себя сразу три района: 23-й, 24-й, 25-й (все — город София и городская область) и 26-й.

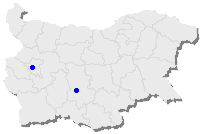
Избирательные районы
Районы 23,24,25 (София) на западе
Район 16 (Пловдив) на юге

| #  | Название       | Соответствующий регион                                                              | Мест (2005) | Мест (2009) | Мест (2013-2014) |
| -- | -------------- | ----------------------------------------------------------------------------------- | ----------- | ----------- | ---------------- |
| 1  | Благоевград    | Благоевградская область                                                             | 10          | 9+1         | 11               |
| 2  | Бургас         | Бургасская область                                                                  | 13          | 11+1        | 14               |
| 3  | Варна          | Варненская область                                                                  | 14          | 12+1        | 15               |
| 4  | Велико-Тырново | Великотырновская область                                                            | 9           | 8+1         | 8                |
| 5  | Видин          | Видинская область                                                                   | 4           | 3+1         | 4                |
| 6  | Враца          | Врацкая область                                                                     | 7           | 6+1         | 6                |
| 7  | Габрово        | Габровская область                                                                  | 4           | 4+1         | 4                |
| 8  | Добрич         | Добричская область                                                                  | 7           | 6+1         | 6                |
| 9  | Кырджали       | Кырджалийская область                                                               | 5           | 4+1         | 5                |
| 10 | Кюстендил      | Кюстендилская область                                                               | 5           | 4+1         | 4                |
| 11 | Ловеч          | Ловечская область                                                                   | 5           | 4+1         | 5                |
| 12 | Монтана        | Монтанская область                                                                  | 6           | 5+1         | 5                |
| 13 | Пазарджик      | Пазарджикская область                                                               | 9           | 8+1         | 9                |
| 14 | Перник         | Перникская область                                                                  | 5           | 4+1         | 4                |
| 15 | Плевен         | Плевенская область                                                                  | 10          | 9+1         | 9                |
| 16 | Пловдив        | Пловдив                                                                             | 10          | 9+1         | 11               |
| 17 | Пловдив        | Пловдивская область (без Пловдива)                                                  | 11          | 10+1        | 11               |
| 18 | Разград        | Разградская область                                                                 | 5           | 4+1         | 4                |
| 19 | Русе           | Русенская область                                                                   | 8           | 7+1         | 8                |
| 20 | Силистра       | Силистренская область                                                               | 4           | 4+1         | 4                |
| 21 | Сливен         | Сливенская область                                                                  | 7           | 6+1         | 6                |
| 22 | Смолян         | Смолянская область                                                                  | 4           | 4+1         | 4                |
| 23 | София          | Витоша, Изгрев, Красно-Село, Лозенец, Младост, Панчарево, Студентски-Град, Триадица | 13          | 11+1        | 16               |
| 24 | София          | Вазраждане, Искар, Кремиковцы, Обориште, Подуяне, Сердика, Слатина, Средец          | 11          | 10+1        | 12               |
| 25 | София          | Банкя, Врабница, Илинден, Красна-Поляна, Люлин, Надежда, Нови-Искыр, Овча-Купель    | 12          | 10+1        | 14               |
| 26 | София          | Софийская область                                                                   | 8           | 7+1         | 8                |
| 27 | Стара-Загора   | Старозагорская область                                                              | 11          | 10+1        | 11               |
| 28 | Тырговиште     | Тырговиштская область                                                               | 4           | 4+1         | 4                |
| 29 | Хасково        | Хасковская область                                                                  | 8           | 7+1         | 8                |
| 30 | Шумен          | Шуменская область                                                                   | 6           | 5+1         | 6                |
| 31 | Ямбол          | Ямболская область                                                                   | 5           | 4+1         | 4                |

## Кварталы Софии по избирательным районам

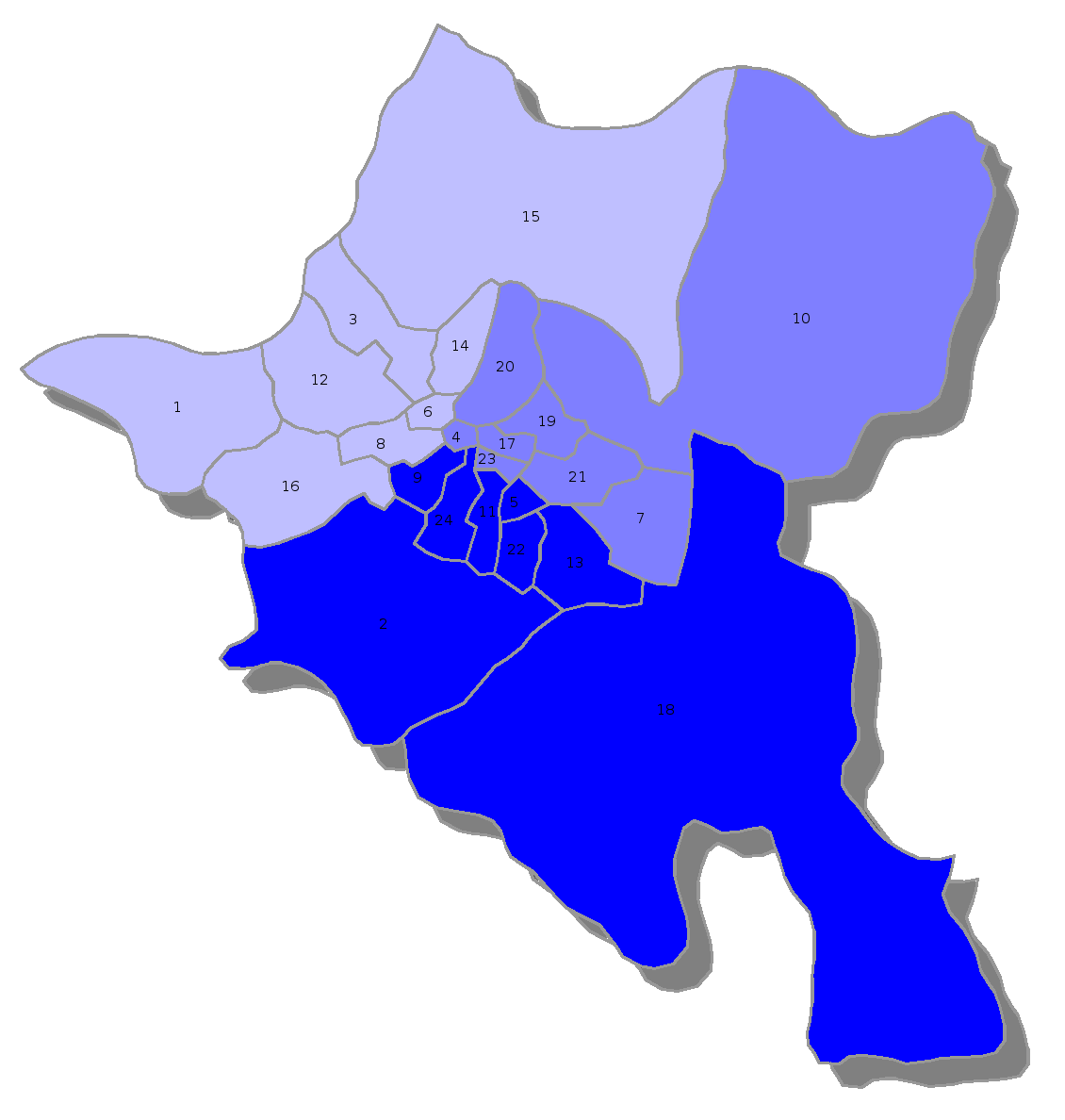
Избирательные районы Софии
23-й избирательный район
24-й избирательный район
25-й избирательный район

София делится на 24 квартала, по 8 из них отведены на каждый из избирательных районов.
| #  | Квартал       | Избирательный район |
| -- | ------------- | ------------------- |
| 1  | Банкя         | 25                  |
| 2  | Витоша        | 23                  |
| 3  | Врабница      | 25                  |
| 4  | Вазраждане    | 24                  |
| 5  | Изгрев        | 23                  |
| 6  | Илинден       | 25                  |
| 7  | Искар         | 24                  |
| 8  | Красна-Поляна | 25                  |
| 9  | Красно-Село   | 23                  |
| 10 | Кремиковци    | 24                  |
| 11 | Лозенец       | 23                  |
| 12 | Люлин         | 25                  |
| 13 | Младост       | 23                  |
| 14 | Надежда       | 25                  |
| 15 | Нови-Искар    | 25                  |
| 16 | Овча-Купел    | 25                  |
| 17 | Оборище       | 24                  |
| 18 | Панчарево     | 23                  |
| 19 | Подуяне       | 24                  |
| 20 | Сердика       | 24                  |
| 21 | Слатина       | 24                  |
| 22 | Студентски    | 23                  |
| 23 | Средец        | 24                  |
| 24 | Триадица      | 23                  |

## Голосование за границей
В болгарской избирательной системе известен термин «32-й избирательный район», куда входят голоса граждан Болгарии, проживающих за границей. Голоса болгар в тех странах, где открыты избирательные участки, ранее разделялись по региональному признаку и добавлялись к голосам от 31 избирательного района случайным образом, путём жеребьёвки. Но с 2009 года в связи с изменениями в избирательной системе голоса из-за границы не прибавляются к голосам от отдельных избирательных районов, а прибавляются уже ко всем голосам при распределении мандатов на национальном уровне (при распределении мандатов партий между избирательными районами они не учитываются). Избиратели за границей голосуют не по мажоритарной, а по пропорциональной системе.